# Самар (море)
Море Самар — міжострівне море в Тихому океані, в Філіппінському архіпелазі, обмежене островами Самар на сході, Лейте на півдні, Масбате на заході і Лусон на півночі. Є частиною так званого Австрало-Азійського Середземного моря.

Внутрішні моря Філіппін. Море Самар (Samar Sea) на північному сході.

На півночі море з'єднується з Філіппінським морем через протоку Сан-Бернардіно, на південному сході — з затокою Лейте через протоку Сан-Хуаніко, південному заході — з морем Вісаян через протоку Масбате, на північному заході — з морем Сібуян через протоку Тікао. В акваторії моря розташовано безліч островів, в тому числі острови Альмагро, Біліран, Тікао, Ніно, Дарам і інші. На півдні моря — бухта Карігара. Міста на узбережжі: Кальбайог, Катбалоган, Райт, Карігара (острів Самар), Катаїньган (Масбате), Наваль (Біліран), Сан-Хасінто (Тікао).
Море Самар зазнало таке значне зменшення морських ресурсів, яке характеризують як екоцид. До 1981 року налічувалося 50 комерційних видів риб, але протягом 10 років кількість видів зменшилася до 10 через виснаження рибних запасів і варварські методи рибальства (динамітна рибалка). Середній денний улов скоротився з 30 кг за добу у 1960-і роки до 8 кг за добу у 1981 році, і до 3,5 кг за добу у 1991 році. Після зникнення великої хижої риби, рибалки стали також хижацьки виловлювати більш дрібні види, що призвело до вибухового збільшення популяції медуз.
Вирубка лісів на оточуючих море островах привела до збільшення змиву ґрунту з оголених гір і утворення мулу, який заглушає коралові рифи. У здоровому стані залишилося лише близько 5 % рифів.